# 어새신즈 프라이드
어새신즈 프라이드(Assassin's Pride, アサシンズプライド)는 아마기 케이가 집필하고 니노모토 니노모토가 그림을 그린 일본의 판타지 라이트 노벨 시리즈이다. 후지미 쇼보는 후지미 판타지아 문고 각인으로 2016년 1월 20일부터 시리즈를 출판했다. 카토 요시에의 삽화가 적용된 만화 각색은 슈에이샤의 청년 만화 잡지 울트라 점프(Ultra Jump)에 2017년 5월부터 2022년 8월까지 연재되었다. EMT 스퀘어드가 각색한 애니메이션 TV 시리즈는 2019년 10월부터 12월까지 방영되었다.

## 구성
인류는 멸종 위기에 처해 있으며 이제 개별 도시 블록이 별도의 유리 돔에 보관되어 있는 마지막 남은 도시 국가 플랑도르에만 존재한다. 돔 사이를 여행하는 것은 유리 터널을 통과하는 기차 노선을 통해서만 가능하다. 돔 밖의 세계는 영원한 어둠의 세계가 되었으며 야만적인 라이칸스로프들로 가득 차 있다.
돔 안에서 인류는 귀족과 평민으로 구분된다. 귀족 가문의 구성원은 피를 통해 라이칸스로프와 싸우고 죽일 수 있는 강력한 초인적 능력을 부여하는 마나를 발현할 수 있다. 멜리다 엔젤은 고귀한 아버지와 평민 어머니 사이에서 태어났지만 마나를 발현한 적이 없으며, 마나로 기술을 연마하기 위해 엘리트 학원에 다니고 있다.